# Xarxa d'àrea local

Xarxa ethernet

Una xarxa d'àrea local o LAN (de l'anglès local area network) és un tipus de xarxa informàtica caracteritzada pel seu caràcter 'local' o de curta distància, com ara una casa, una oficina, un hotel, etc.; és a dir, la seva extensió està limitada a uns 200 metres que podria arribar a 1 quilòmetre usant repetidors. Les tecnologies més emprades en LAN són Ethernet i Wi-Fi. En definitiva, una LAN, permet la connexió i/o comunicació de dues o més màquines. L'oposat a una LAN és una WAN (Wide Area Network o xarxa de gran amplitud). Aquestes dos contrasten pel fet que una LAN és molt més ràpida i acostuma a moure un volum més alt d'informació que una WAN i que les WAN normalment funcionen sobre línies dedicades.

## Història
Abans dels ordinadors personals, una empresa només podia tenir un ordinador central, i els usuaris hi accedien mitjançant terminals d'ordinador sobre un cable simple de baixa velocitat. Les xarxes com SNA d'IBM (l'Arquitectura de Xarxa de Sistemes) van ser dissenyades per unir terminals o ordinadors centrals a llocs remots sobre les línies llogades.
Les primeres LAN van ser creades a finals dels anys 1970 i se solien crear línies d'alta velocitat per connectar grans ordinadors centrals a un únic lloc. Molts dels sistemes fiables creats en aquesta època, com Ethernet i ARCNET van ser els més populars.
El creixement de CP/M i MS-DOS, basats en l'ordinador personal, va significar que en un lloc físic hi hagués desenes o centenars d'ordinadors. La intenció inicial de connectar aquests ordinadors va ser, generalment, compartir espai de disc i impressores làser, però això era molt car aquest temps. Hi havia moltes expectatives en el tema des del 1983 en endavant i la indústria de la informàtica va declarar que l'any que ve seria "L'any de les LAN".
En realitat aquesta idea va caure a causa de la proliferació d'incompatibilitats de la capa física i la implementació del protocol de xarxa, i la confusió sobre la millor forma de compartir els recursos. El normal era que cada venedor tingués una targeta de xarxa, cablejat, protocol i sistema d'operació de xarxa. Amb l'aparició de Netware va sorgir una nova solució la qual oferia: suport imparcial pels 40 o més tipus de targetes de xarxa, cables i sistemes operatius que existien molt més sofisticats que els que oferien la majoria de competidors. Netware dominava el camp de les LAN i dels ordinadors personal des d'abans de la seva introducció el 1983 fins a mitjan anys 1990, quan Microsoft va introduir Windows NT Advance Server i Windows per Workgroups.
De tots els competidors de Netware, només Banyan Vines tenia una força tècnica comparable, però Banyan es va guanyar una base segura. Microsoft i 3com van treballar junts per crear un sistema d'operacions de xarxa simple, el qual estava format per la base de 3Com's 3+Share, el Gestor de xarxes LAN de Microsoft i el servidor d'IBM. Cap d'aquests projectes va ser especialment satisfactori.

## Components
- Servidor: el servidor és aquell o aquells ordinadors que van a compartir els seus recursos maquinari i programari amb els altres equips de la xarxa. Les seves característiques són potència de càlcul, importància de la informació que emmagatzema i connexió amb recursos que es desitgen compartir.
- Estació de treball: els ordinadors que prenen el paper d'estacions de treball aprofiten o tenen a la seva disposició els recursos que oferix la xarxa així com els serveis que proporcionen els Servidors als quals poden accedir.
- Gateways o passarel·les: és un maquinari i programari que permet les comunicacions entre la xarxa local i grans ordinadors (mainframes). El gateway adapta els protocols de comunicació del mainframe (X25, SNA, etc.) als de la xarxa, i viceversa.
- Bridges o ponts: és un maquinari i programari que permet que es connectin dues xarxes locals entre si. Un pont intern és el qual s'instal·la en un servidor de la xarxa, i un pont extern és el qual es fa sobre una estació de treball de la mateixa xarxa. Els ponts també poden ser locals o remots. Els ponts locals són els quals connecten a xarxes d'un mateix edifici, usant tant connexions internes com externes. Els ponts remots connecten xarxes distintes entre si, portant a terme la connexió a través de xarxes públiques, com la xarxa telefònica, RDSI o xarxa de commutació de paquets.
- Targeta de xarxa: també es denominen NIC (Network Interface Card). Bàsicament realitza la funció d'intermediari entre l'ordinador i la xarxa de comunicació. S'hi troben gravats els protocols de comunicació de la xarxa. La comunicació amb l'ordinador es realitza normalment a través de les ranures d'expansió que aquest disposa, ja sigui ISA, PCI o PCMCIA. Encara que alguns equips disposen d'aquest adaptador integrat directament en la placa base.
- El mitjà: constituït pel cablejat i els connectors que enllacen els components de la xarxa. Els mitjans físics més utilitzats són el cable de parell trenat, parell de cable, cable coaxial i la fibra òptica (cada vegada en més ús aquesta última).
- Concentradors de cablejat: una LAN en bus usa solament targetes de xarxa en les estacions i cablejat coaxial per a interconnectar-les, a més dels connectors, no obstant això aquest mètode complica el manteniment de la xarxa, ja que si falla alguna connexió tota la xarxa deixa de funcionar. Per a impedir aquests problemes les xarxes d'àrea local usen concentradors de cablejat per a realitzar les connexions de les estacions, en comptes de distribuir les connexions el concentrador les centralitza en un únic dispositiu mantenint indicadors lluminosos del seu estat i impedint que una d'elles pugui fer fallar tota la xarxa.

Existeixen dos tipus de concentradores de cablejat: 1. Concentradors passius: actuen com un simple concentrador la funció principal del qual consisteix a interconnectar tota la xarxa. 2. Concentradors actius: a més de la seva funció bàsica de concentrador també amplifiquen i regeneren els senyals rebuts abans de ser enviades.
Els concentradores de cablejat tenen dos tipus de connexions: per a les estacions i per a unir-se a altres concentradores i així augmentar la grandària de la xarxa. Els concentradores de cablejat es classifiquen depenent de la manera que internament realitzen les connexions i distribuïxen els missatges. A aquesta característica se l'anomena topologia lògica.
Existeixen dos tipus principals: 1. Concentradores amb topologia lògica en bus (HUB): aquests dispositius fan que la xarxa es comporti com un bus enviant els senyals que els arriben per totes les sortides connectades. 2. Concentradores amb topologia lògica en anell (MAU): es comporten com si la xarxa fora un anell enviant el senyal que els arriba per un port al següent.

## Característiques
- Fiabilitat: Aquest tipus de xarxes ofereixen una gran qualitat de servei i solen tenir taxes d'error molt baixes.
- Abast: Té una extensió moderada, normalment va des d'uns pocs metres fins a uns pocs quilòmetres.
- Privadesa: Una xarxa d'àrea local ofereix privadesa al que la contracta. Generalment l'organització és la propietària de la xarxa i de totes les seves funcionalitats.
- Velocitat de Transmissió: En ser les dimensions de la xarxa reduïdes, les velocitats de transmissió de dades són altes, normalment entre 10 i 1000 Mbps.
- Connectivitat: Permet la connexió amb altres xarxes locals o extenses a través del fil telefònic i mitjançant altres protocols com X.25 o TCP/IP.